# 코모로긴가락박쥐
코모로긴가락박쥐(Miniopterus griveaudi)는 긴가락박쥐과에 속하는 박쥐의 일종이다. 코모로의 그랑드코모르섬과 앙주앙섬 그리고 마다가스카르섬 북부와 서부 지역에서 발견된다. 1959년 아프리카 대륙 꼬마긴가락박쥐(M. minor)의 아종으로 처음 기술되었고, 그 이후에는 마다가스카르섬의 마나비긴가락박쥐(M. manavi)에 포함되어 분류되었다. 그러나 2008년과 2009년 출판된 형태학과 분자생물학에 기초한 연구에 따르면 마나비긴가락박쥐는 5종의 별도의 관련없는 종을 포함하고 있으며,코모로긴가락받쥐는 마다가스카르섬과 코모로 제도에서 발견되는 종으로 재정의되었다.